# Устеєво
Устеєво (рос. Устеево) — присілок у Волховському районі Ленінградської області Російської Федерації.
Населення становить 7 осіб. Належить до муніципального утворення Паське сільське поселення.

## Історія
Згідно із законом № 56-оз від 6 вересня 2004 року належить до муніципального утворення Паське сільське поселення.

## Населення
| 1838 | 1862 | 1885 | 1997 | 2007 | 2010 | 2012 |
| ---- | ---- | ---- | ---- | ---- | ---- | ---- |
| 93   | ↘72  | ↗90  | ↘14  | ↘9   | ↗12  | ↘7   |
| 2017 |      |      |      |      |      |      |
| →7   |      |      |      |      |      |      |